# Drosophila wangi
Drosophila wangi este o specie de muște din genul Drosophila, familia Drosophilidae, descrisă de Masanori Joseph Toda și Zhang în anul 1995. Conform Catalogue of Life specia Drosophila wangi nu are subspecii cunoscute.